# نجم سحري
النجم السحري ذات n نقطة هي عبارة عن نجم مضلع ذو رمز شليفلي ذات القيمة {n/2} في الأعداد التي وضعت عند كل من قمم n و تقاطعات n, على أن يكون مجموع الأربعة الأرقام الموجودة عند كل خط هو نفس رقم الثابت السحري magic constant. تحتوي النجمة السحرية العادية على الأعداد الصحيحة المتتابعة من 1 إلى 2n. الثابت السحري للنجمة السحرية العادية ذات النقط nهي عبارة عن M = 4n + 2.
لا يوجد هناك نجم مضلع ليها أقل من 5 نقاط، كما أنه من المستحيل رسم نجم سحري عادي بواسطة 5 نقاط. كما أن أصغر نجم سحري عادي تكون مرسومة بواسطة 6 نقاط . بعض الأمثلة موجودة في الأسفل. لاحظ بأن القيم المحددة للمتغير n, النجوم السحرية ذات n نقطة معرفة أيضاً بالنجم السحري هيكساغرام magic hexagram و غيرها على حسب عدد الأضلاع.
|                                           |                                           |                                           |
| نجم سحري هيكساغرام (سداسي الأضلاع) M = 26 | نجم سحري هيبتاغرام (سباعي الأضلاع) M = 30 | نجم سحري أوكتاغرام (ثماني الأضلاع) M = 34 |

## وصلات خارجية
- نجم هافي هينز السحري
- نجم ماريان ترينكلير السحري
- نجم جياني ساركون السحري